# Windows Neptune
A Windows Neptune a Microsoft egyik operációs rendszere, mely 1999 és 2000 között fejlesztés alatt állt, azonban ezen a néven nem jelent meg. A projekt célja egy otthoni Windows NT-szerű rendszer létrehozása volt. A rendszer azért nem lett kiadva, mert a projekt tagjai áttértek a Windows 2000 fejlesztésére, azután pedig a Whistler kódnevű rendszeren dolgoztak, amelyet a felhasználók később Windows XP néven ismernek. Az NT-alapú Neptune helyett az otthoni felhasználók a Win9x-alapú Windows ME-t kapták meg.

## Újdonságok
- Új bejelentkezési képernyő (A Neptune-on kívül a Whistlerben (XP) a 2428-as buildig használták.)
- Multi-asztal (a Mac OS X-ben található Spaces-hez hasonló, de a kezelőfelülete eltér)
- A tervben eredetileg a részét képezte volna a rendszernek egy beépített tűzfal, azonban csak a Windows XP-be került bele.

## Build-számok
Egy változata ismert, az 5111-es build. Érdekessége, hogy a buildek számozása az NT-kernel ellenére a Windows 9x operációs rendszerekét követi, így a két évvel később megjelent Windows XP is felajánlja a frissítést a Neptune CD behelyezésekor - mivel az XP build száma alacsonyabb. A Neptune fejlesztése a 23xx-es builddel kezdődött, és 5118-nál ért véget.